# Give Ireland Back to the Irish
Give Ireland Back to the Irish è il terzo singolo discografico di Paul McCartney, pubblicato nel 1972.

## Storia
Il brano venne scritto in risposta ai drammatici eventi in Irlanda del Nord della "domenica di sangue", nota come Bloody Sunday, del 30 gennaio 1972, quando 14 civili vennero trucidati dalle truppe britanniche durante una manifestazione per i diritti civili. Si tratta di una delle rare "canzoni di protesta" di McCartney.
La canzone (il cui titolo è traducibile letteralmente: Ridate l'Irlanda agli irlandesi) venne pubblicata a meno di un mese dall'eccidio di Derry come singolo di debutto della nuova band di McCartney, gli Wings, ed è stata la prima canzone registrata dalla band con la partecipazione del chitarrista irlandese Henry McCullough.
Ne venne completamente impedita la diffusione mediatica nel Regno Unito, essendo stata censurata dalla BBC e dalla Independent Television Authority britannica.
«Dal nostro punto di vista», ha detto Paul McCartney, «era la prima volta che la gente si interrogava su quello che [noi inglesi] stavamo facendo in Irlanda. Era così scioccante. Scrissi Give Ireland Back to the Irish, la registrammo e mi telefonò subito il presidente della EMI, Sir Joseph Lockwood, spiegandomi che non l'avrebbero pubblicata. Pensava che fosse troppo provocatoria. Dissi che la sentivo fortemente e che dovevano pubblicarla. Lui disse: Beh, verrà vietata, e naturalmente così fu. Sapevo che Give Ireland Back to the Irish non era un percorso facile, ma semplicemente mi sembrava di essere al passo con i tempi che stavamo vivendo. Tutti noi negli Wings provavamo gli stessi sentimenti a proposito dell'accaduto. Il fratello di Henry McCullough, che viveva in Irlanda del Nord, fu picchiato a causa della canzone. Certi teppisti avevano scoperto che Henry era uno dei Wings».

## Accoglienza
La canzone raggiunse la prima posizione nella classifica dei singoli nella Repubblica di Irlanda, ma ovviamente salì solo al sedicesimo posto nella classifica britannica. Negli Stati Uniti il singolo si comportò dignitosamente salendo fino alla posizione numero 21 della classifica di Billboard.
Il lato B del 45 giri Give Ireland Back To The Irish è una versione strumentale della canzone.
In quanto esternazione politica, la canzone era "molto atipica" per gli standard di McCartney e fu accolta con sospetto dai recensori contemporanei. Alcuni critici lo accusarono di volersi accaparrare le simpatie della controcultura allineandosi con il pensiero della sinistra britannica, come mezzo per guadagnare credibilità per la sua carriera post-Beatles. Altro sospetto ampiamente diffuso era quello che McCartney stesse cercando di impressionare John Lennon, che già si era schierato apertamente a favore degli indipendentisti irlandesi. In una recensione dell'album del 1972 di Lennon, Some Time in New York City, che include due canzoni politiche sulla questione irlandese, Richard Williams del Melody Maker scrisse: «Che tristezza vedere che l'unica cosa in anni su cui lui e Paul avevano concordato avrebbe dovuto attingere dal loro lavoro peggiore. The Luck of the Irish e Give Ireland Back to the Irish non possono fare altro che aumentare il fanatismo dei già ignoranti». Scrivendo in The Rough Guide to the Beatles nel 2003, il critico musicale Chris Ingham disse a proposito del singolo dei Wings: «Il disco riesce nell'intento di irritare chiunque, non solo per la sua naïf e semplicistica visione di una complessa situazione politica … ma anche per la sua mediocrità musicale. La BBC mise al bando il disco, garantendogli una notorietà sproporzionata rispetto alla sua rilevanza».

## Tracce
1. Give Ireland Back to the Irish - 3:43
2. Give Ireland Back to the Irish (Version) (strumentale) - 3:51

## Formazione
- Paul McCartney – voce solista, basso
- Linda McCartney – cori, RMI Electra Piano
- Denny Laine – cori, chitarra elettrica
- Henry McCullough – chitarra elettrica
- Denny Seiwell – batteria